# AIKO KITAHARA Visual Collection Vol.2
AIKO KITAHARA Visual Collection Vol.2（アイコ・キタハラ・ヴィジュアル・コレクション・ボリュームツー）は、北原愛子の2作目の映像作品。

## 解説
映像作品の第2弾はライブの模様4曲を2曲ずつ収録した。

## 収録曲
1. Opening
2. TANGO
  - 作詞：北原愛子　作曲：徳永暁人　編曲：MissTy
3. もう一度 君に恋している
  - 作詞：北原愛子　作曲：春畑道哉　編曲：長幸一
4. もしも生まれ変わったら もう一度 愛してくれますか?
  - 作詞：北原愛子　作曲：中嶋康孝　編曲：スピカ
5. Aiko's Photo Collection
6. もう心揺れたりしないで
  - 作詞・作曲：北原愛子　編曲：古井弘人
7. 世界中どこを探しても
  - 作詞・作曲：北原愛子　編曲：葉山たけし
8. SAMBA NIGHT
  - 作詞：北原愛子　作曲・編曲：林良
9. AMORE 〜恋せよ! 乙女達よ!!〜
  - 作詞：北原愛子　作曲：平賀貴大　編曲：大賀好修

LIVE COLLECTION
10. 常夏のエトセトラ（2007/03/21）
作詞：北原愛子　作曲：當眞健司
11. TANGO（2007/03/01）
12. もしも生まれ変わったら もう一度 愛してくれますか?（2007/03/27）
13. DA DA DA（2007/03/27）
作詞：北原愛子　作曲：徳永暁人